# Fantomas contro Fantomas (film 1914)
Fantomas contro Fantomas (Fantômas contre Fantômas) è un film muto del 1914 diretto da Louis Feuillade e diviso in quattro episodi. Nel 1949, ne verrà fatto un remake, Fantomas contro Fantomas con Maurice Teynac nel ruolo di Fantomas.

## Trama
La polizia francese è sottoposta a un duro attacco da parte della stampa per non essere ancora riuscita a catturare Fantomas e averlo messo dietro le sbarre. Tanto che l'ispettore Juve viene accusato di essere lui il famoso criminale. Arrestato, Juve finisce in carcere, mentre Fantomas, da parte sua, si gode il sommovimento generale che provoca. Volendo approfittare delle accuse a Juve, lo fa evadere per poi tenerlo prigioniero, mentre lui continua indisturbato - e con un capro espiatorio - nelle sue attività criminali.
Fandor indaga per conto suo mentre dagli Stati Uniti arriva il detective Tom Bob per aiutare, ridicolizzandola, la polizia francese.

### Episodi
1. Fantômas et l'Opinion publique
2. Le Mur qui saigne
3. Fantômas contre Fantômas
4. Le Règlement de comptes

## Produzione
Il film fu prodotto dalla Société des Etablissements L. Gaumont.

## Distribuzione
Il film originariamente era distribuito in quattro parti. Uscì nelle sale cinematografiche francesi nel 1914. Presentato il 26 gennaio in Messico (El polizonte apache), il film ebbe una prima parigina il 13 marzo 1914. In Francia, è conosciuto anche con il titolo del romanzo originale, Le policier apache. In Italia, per la televisione, venne tradotto letteralmente in Fantomas contro Fantomas.